# Rasmus Nordqvist

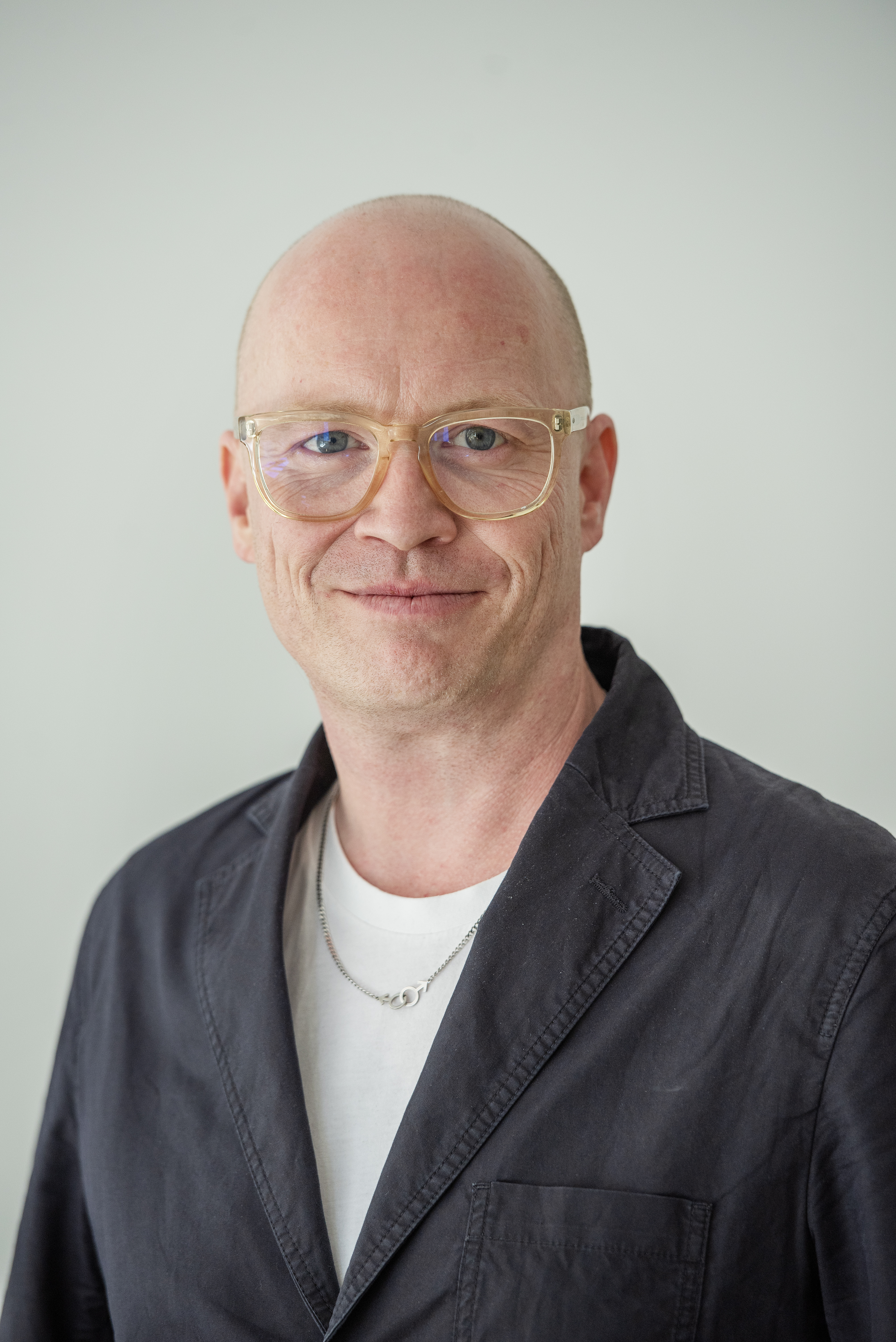
Rasmus Nordqvist (2022)

Rasmus Nordqvist (geboren am 18. Juli 1975 in Kopenhagen) ist ein dänischer Politiker, bis 2020 der Alternativet, seitdem der Socialistisk Folkeparti. Von 2015 bis 2024 war Nordqvist Mitglied des Folketing, dabei konnte er sein Mandat bei den Wahlen 2019 und 2022 verteidigen. Seit der Europawahl 2024 ist er Mitglied des Europäischen Parlament für die Socialistisk Folkeparti als Teil der Die Grünen/EFA-Fraktion.

## Leben

### Ausbildung und berufliche Laufbahn
Rasmus Nordqvist wurde am 18. Juli 1975 als Sohn von Helle Nordqvist in Kopenhagen geboren. Von 1996 bis 1999 studierte er Design an der Königlich Dänischen Akademie der Schönen Künste, das Studium schloss er mit dem Bachelor ab. Neben seiner Arbeit war er als Dozent an der Designschule Kolding und an der Esmod Berlin tätig. Er ist ein ehemaliger Unternehmer und hat auch als International Brand Manager bei Bitte Kai Rand gearbeitet.

### Politische Karriere
Nordqvist trat 2013 der dänischen linksgrünen Partei Alternativet bei. Bei der Folketingswahl 2015 wurde er für die Partei im Wahlkreis Seeland mit 1328 persönlichen Vorzugsstimmen in das dänische Parlament gewählt. In der Legislatur 2015–2019 war Nordqvist politischer Berichterstatter seiner Fraktion, u. a. für die Themen Außenpolitik, EU, Klima, Frieden und Verteidigung, Kunst und Kultur, LGBTQI*, Unternehmertum, Wirtschaft, Verbraucher und Grönland.
Bei der Europawahl 2019 kandidierte Rasmus Nordqvist als Spitzenkandidat der Alternativet als Teil des paneuropäischen Wahlbündnis „European Spring“ (DiEM25), konnte jedoch trotz 27.943 persönlicher Stimmen kein Mandat gewinnen. Bei den Folketingswahl 2019 zog Nordqvist erneut ins dänische Parlament ein, trat jedoch kurz darauf am 9. März 2020 gemeinsam mit den Abgeordneten Uffe Elbæk, Susanne Zimmer und Sikandar Siddique aus der Partei aus, nachdem Josephine Fock zur Vorsitzenden gewählt worden war. Während seine Mitstreiter die neue Partei Frie Grønne gründeten, trat Nordqvist im Mai 2020 der Socialistisk Folkeparti (SF) bei. Bei den Folketingswahl im November 2022 gewann Nordqvist eines der beiden Mandat der SF im Wahlkreis Ostjütland.
Für die Europawahl 2024 nominierte die SF Nordqvist als zweiten Kandidaten nach Spitzenkandidatin Kira Marie Peter-Hansen. Die Partei erhielt mit 17,4 Prozent die meisten Stimmen und damit drei Mandat, sodass Nordqvist ins Parlament einzog. Dort trat gemeinsam mit den anderen beiden SF-Abgeordneten Kira Marie Peter-Hansen und Villy Søvndal der Fraktion Die Grünen/Europäische Freie Allianz bei.
Seit 2022 ist Nordqvist Mitglied im Vorstand der Europäischen Grünen.

### Privat
Rasmus Nordqvist ist mit Nicolai Østenlund verheiratet.